# Pidonia benesi
Pidonia benesi är en skalbaggsart som beskrevs av Holzschuh 1998. Pidonia benesi ingår i släktet Pidonia och familjen långhorningar. Inga underarter finns listade i Catalogue of Life.